# Ủy ban Năng lượng nguyên tử Hoa Kỳ

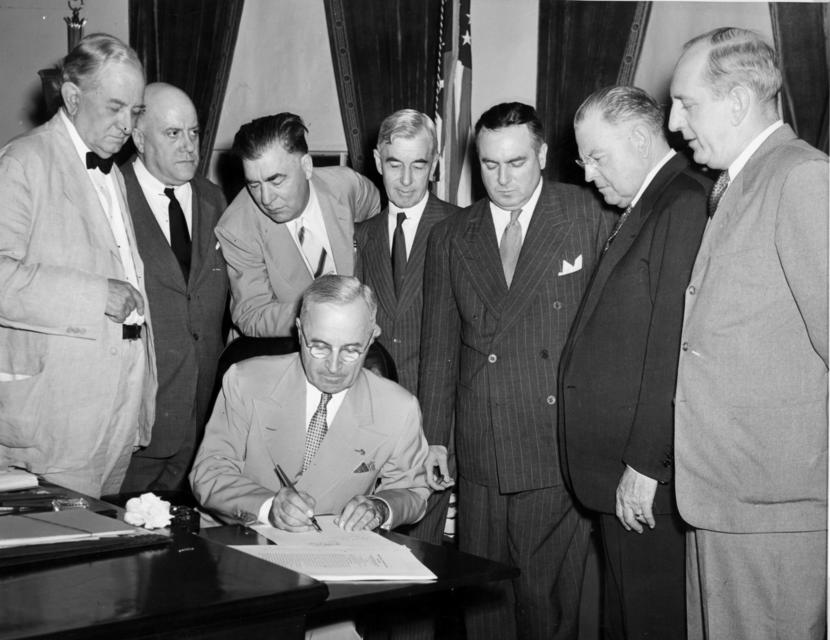
Tổng thống Harry S. Truman ký đạo luật năm 1946

Ủy ban Năng lượng nguyên tử Hoa Kỳ viết tắt AEC (United States Atomic Energy Commission) là một cơ quan nhà nước của Hoa Kỳ, do Quốc hội thành lập sau Chiến tranh thế giới thứ hai để thúc đẩy và kiểm soát sự phát triển thời bình của khoa học và công nghệ nguyên tử.
Tổng thống Harry S. Truman đã ký "Đạo luật McMahon/năng lượng nguyên tử" vào ngày 01 tháng 8 năm 1946, chuyển giao kiểm soát năng lượng nguyên tử từ giới quân sự sang dân sự, có hiệu lực từ 01/01/1947, theo Luật công 585, Quốc hội thứ 79.
Sự thay đổi này đã làm cho các thành viên đầu tiên của AEC kiểm soát hoàn toàn các nhà máy, phòng thí nghiệm, thiết bị và nhân viên lắp ráp mà trong chiến tranh đã sản xuất bom nguyên tử .
Giữa những năm 1960 số lượng ngày càng tăng các chỉ trích, cáo buộc rằng các quy định của AEC là không đủ nghiêm ngặt trong một số lĩnh vực quan trọng, bao gồm cả tiêu chuẩn an toàn bức xạ, an toàn lò phản ứng hạt nhân, xác định địa điểm nhà máy, và bảo vệ môi trường. Năm 1974, chương trình quy định của AEC đã bị tấn công mạnh mẽ như vậy nên Quốc hội quyết định bãi bỏ cơ quan, theo "Đạo luật Tái tổ chức Năng lượng 1974", trong đó phân chia chức năng ra hai cơ quan mới. Cục Phát triển và Nghiên cứu Năng lượng (Energy Research and Development Administration) và Ủy ban điều tiết hạt nhân (Nuclear Regulatory Commission).
Năm 1977, Tổng thống Jimmy Carter đã kí Luật Cơ quan tổ chức năng lượng năm 1977, trong đó thành lập Bộ Năng lượng Hoa Kỳ. Cơ quan mới đảm nhận trách nhiệm của chính quyền liên bang về năng lượng, Cục Phát triển và Nghiên cứu Năng lượng, Ủy ban năng lượng liên bang, và các chương trình của các cơ quan khác nhau.